# Янгол в ісламі
В ісламі Янгол (араб. ملائكة, Malāʾikah) — духовна істота, невидима людиною, однак здатна впливати на події в людському світі. Через те, що янголи наділені розумом, вони повинні служити Аллаху. Поклоніння і молитви янголам заборонені. Більш ніж у вісімдесяти айатах Корану згадується про них. Віра в янголів є однією з найважливіших складових ісламу. Це другий стовп віри після віри в Аллаха.
Тільки пророки наділені здатністю бачити янголів. Прості смертні позбавлені цієї можливості. 
Не маючи статі, янголи займаються тільки виконанням волі Всевишнього Аллаха. Одні з них постійно знаходяться на небесах, охороняючи престол Аллаха, інші на Землі. Створені Аллахом зі світла. У Корані говориться, що  Аллах створив янголів дво-три- і чотирикрилими, відповідно до їхньої сили. Крила янголів не схожі ні на крила птахів, ні будь-чого, відомого людині. Сила і величина янголів залежать від того, для чого вони призначені. 
Пророки з числа людей вищі за статусом за пророків-янголів. У той же час пророки-янголи вищі простих людей. Але прості люди, що ведуть праведний спосіб життя, відповідно правил Корану і Сунни, у свою чергу вище рядових янголів. Це тому, вважають ісламські богослови, що янголи, що не мають статі, не потребують ні їжі, ні пиття, не мають пристрастей, тож бути праведними янголам набагато легше. У той час як людині доводиться обмежувати себе, щоб не впасти в гріх, піддавшись спокусі Шайтана.

## Види янголів
Існують кілька класів янголів, кожний з яких виконує свої завдання:
- Частина янголів, називаних «Мукаррабун», знаходиться в постійному поклонінні Аллахові. Ім'я Всевишнього Аллаха не сходить з їхніх вуст. Як людина не може існувати без повітря, так і вони не можуть залишити поклоніння;
- Янголи за назвою «Кірамен Катібін» ведуть постійний рахунок земним справам людей і скрупульозно записують у персональну книгу життя діяння кожної людини;
- Інші янголи виконують роль захисників людей. Їх називають «Хафаза». Якби не захист янголів «Хафаза», мусульмани постійно піддавалися би нападам сатанинських сил.
- Частині янголів, на чолі яких поставлений Азраїл, доручено забирати душі померлих людей. Їх кличуть «Маляік-уль-Маут».
- Ще два янголи — Мункар і Накір — задають питання померлому про їхнього Бога, пророка, релігію. Являючись у могилу після поховання, вони постають перед небіжчиками не завжди в однаковому вигляді, а відповідно до віри або невір'я померлих. Перед кафіром вони з'являються в страшній подобі: зовсім чорні зі світними очима, люті, величезного зросту. І питання задають вони громовим голосом. А перед віруючими людьми, що вели гідний спосіб життя,  у вигляді привітного друга, і питання задають доброзичливо і привітно;
- Харут і Марут — янголи, що ознайомили людей з чаклуванням (Коран, 2: 102);
- Є 19 янголів, зобов'язаних служити в Пеклі (Джаханнам), яких називають «Забані». Вони величезного зросту і дуже жорстокі. Очолює їх янгол на ім'я Малік.

Аллах за своїм розсудом обирав пророків не тільки з числа людей, але і з числа янголів. Чотири головних янголи — Архангели Джабраїл, Микаїл, Ісрафіл і Азраїл є пророками янголів. Крім пророчих місій у них і інші персональні завдання від Аллаха:
- Архангел Джабраїл передавав веління Аллаха черговому Пророку;
- Микаїл уповноважений керувати вітрами і дощовими хмарами;
- Азраїл забирає душі людей, що закінчили свій життєвий шлях;
- Архангелові Ісрафілу Аллах доручив постійно знаходитися при величезній трубі, що нагадує ріг. Він очікує біля цієї труби, що називається «Суур», за наказом Аллаха. Щойно Всевишній Аллах дасть знак, Ісрафіл подує в «Суур», і настане Кінець Світу.